# 卡米卢斯 (纽约州)
卡米卢斯（英語：Camillus）是位于美国纽约州奥农多加县的一个镇，地处雪城西部。2010年美国人口普查时，该镇有24,167人。其名称是以古罗马将领马库斯·福利乌斯·卡米卢斯的名字命名的。